# Caso Odebrecht en Venezuela
El caso Odebrecht en Venezuela se refiere a la extensión del escándalo de corrupción protagonizada por la empresa constructora brasileña Odebrecht en Venezuela donde se vieron implicados los gobiernos de Hugo Chávez, Nicolás Maduro y el político Henrique Capriles.
Según el Departamento de Justicia de Estados Unidos, Venezuela es el país que más dinero recibió en sobornos por parte de Odebrecht; entre 2006 y 2015 existen once obras públicas contratadas por esta constructora que no avanzaron y se han mantenido paralizadas. El Departamento de Justicia también sostiene que el gobierno de Venezuela recibió al menos 98 millones de dólares en sobornos. 
Se ha denunciado que Odebrecht, de igual forma, habría financiado las campañas de los dos principales candidatos de las elecciones presidenciales de 2012, Chávez y Capriles.

## Historia

### Denuncias por sobornos
El Departamento de Justicia de los Estados Unidos investigó a la empresa constructora brasileña Odebrecht y determinó que esta habría pagado unos 788 millones de dólares en sobornos a 11 países, aparte del Brasil, a partir de 2001. De este monto, Odebrecht habría dado unos 98 millones de dólares a funcionarios gubernamentales e intermediarios para conseguir contratos del Estado. Odebrecht admitió su responsabilidad y acordó pagar una multa por unos 3,5 mil millones de dólares.
En Venezuela se conoció el caso de la Represa de Tocoma cuando en febrero del 2016 el asesor externo de la brasileña Odebrecht y representante del Consorcio OIV, no pudo explicar satisfactoriamente a los diputados de la Asamblea Nacional, cómo es que el proyecto de la Central Hidroeléctrica Tocoma tiene cuatro años de retraso cuando se le interpelo, por lo que fue declarada responsabilidad política a siete exministros de energía eléctrica: Rafael Ramírez Carreño; Alí Rodríguez Araque; Jesse Chacón; Argenis Chávez; Nervis Villalobos, y Javier Alvarado. La fecha de inicio de construcción del proyecto data de marzo de 2007, y debía ser culminado en 2012.

### Condena de Marcelo Odebrecht en Brasil
El 7 de marzo de 2016, el expresidente de la empresa, Marcelo Odebrecht fue sentenciado a 19 años y cuatro meses de prisión en Brasil por haber pagado más de 30 millones de dólares en sobornos a ejecutivos de Petrobras a cambio de contratos e influencias.

### Denuncias por financiamiento a campañas de Chávez y Capriles
Entre junio y diciembre de 2017 se denunció que la empresa Odebrecht habría financiado las campañas de los dos principales candidatos presidenciales de las elecciones de 2012: Hugo Chávez (la publicista brasileña Mônica Moura fue detenida por la justicia brasileña y declaró que la campaña de Chávez costó 35 millones de dólares y fue financiada ilegalmente por Odebrecht) y Henrique Capriles (quien negó las acusaciones) por una cifra menor, siendo este denunciado ante la Fiscalía por el político Luis Tellerías debido a estos hechos.

### Congelamiento de cuentas suizas vinculadas a un pariente de Haiman El Troudi
En julio de 2017, la fiscalía en Suiza congeló 42 millones de dólares de ocho cuentas bancarias que recibieron transferencias de empresas offshore vinculadas a Odebrecht a nombre de Elita Zacarías, suegra del exministro Haiman El Troudi, y tanto Elita del Valle como la esposa de El Troudi, María Baptista, fueron citadas en calidad de imputadas por estar presuntamente relacionadas con el caso de corrupción. El tribunal encargado del caso en Venezuela eximió de responsabilidad a la familia, desconociendo las investigaciones realizadas en Suiza. Durante su gestión, El Troudi usó documentos complementarios para modificar los montos en los contratos de obras como Metro de Caracas Guarenas-Guatire, Línea 5 del Metro de Caracas, Línea 2 del Metro de Los Teques y Metrocable (Caracas) Mariche-La Dolorita.

### Denuncia a Maduro por parte de la Fiscalía
El 19 de agosto del 2017 la fiscal general Luisa Ortega Díaz hizo una denuncia contra Nicolás Maduro a través de un audio difundido por la fiscalía mexicana de Puebla en el caso Odebrecht sobre sobornos, unos 98 millones de dólares habrían recibido entre el 2005 y el 2015, esto la llevó a huir del país, saliendo de la península de Paraguaná en un yate hacia Aruba y luego a Colombia. La fiscal y otros 64 fiscales venezolanos tenían prohibición de salir del país.
En octubre de 2017 la fiscal general Ortega Díaz dio a conocer un vídeo donde Euzenando Prazeres de Azevedo, el exdirector de Odebrecht en Venezuela declaró a la Procuraduría General de Brasil, que Maduro había recibido US$35 millones para financiar su campaña presidencial en 2013. En la grabación, Prazeres de Azevedo cuenta que Américo Mata, a quien identificó como un representante de Maduro, le contactó para solicitarle dinero para la campaña de Maduro.

### Juicio a Nicolás Maduro

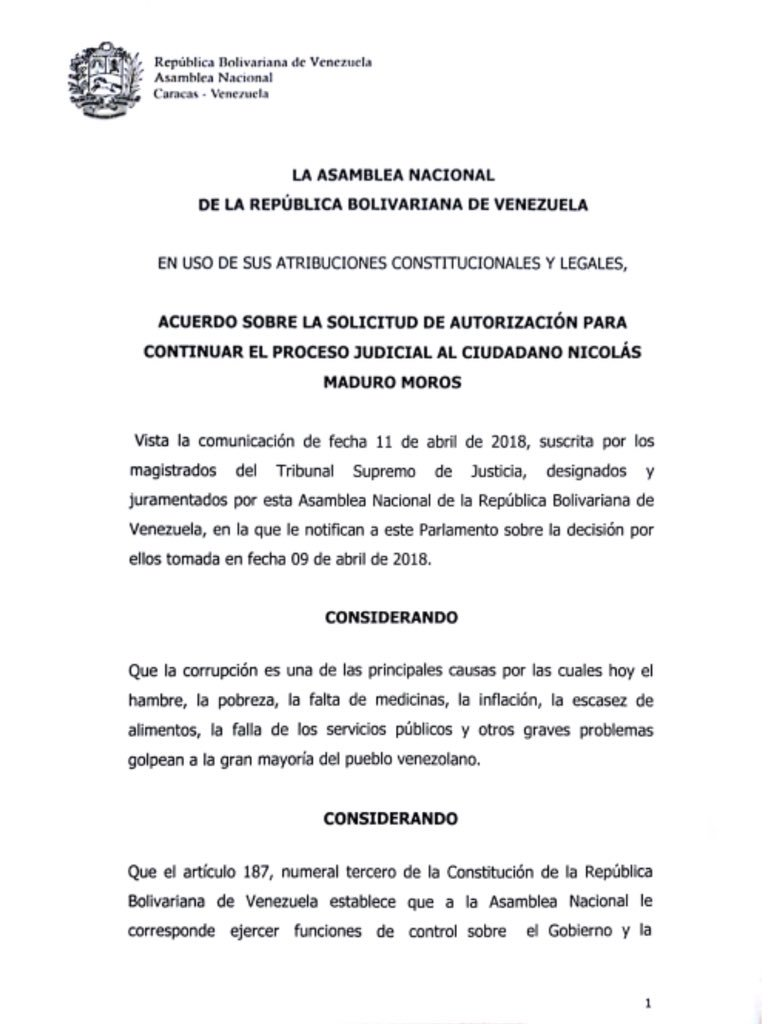
Aprobación del proceso judicial a Nicolás Maduro por la Asamblea Nacional el 17 de abril de 2018.

El 22 de febrero de 2018, los magistrados de la Sala Plena del Tribunal Supremo de Justicia de Venezuela en el exilio le dieron entrada a la solicitud de antejuicio de mérito presentado por la fiscal general Luisa Ortega Díaz contra Nicolás Maduro por los delitos de corrupción propia y legitimación de capitales relacionados con el pago de sobornos que habría realizado la empresa Odebrecht a varios políticos venezolanos con la finalidad de obtener contratos en importantes obras. Luisa Ortega señaló que en una investigación realizada por su despacho se pudo constatar que en 2012 la campaña presidencial de Hugo Chávez fue pagada por Odebrecht y el dinero era recibido por Maduro, quien se desempeñaba como canciller.
El 28 de marzo el Tribunal Supremo notificó a Nicolás Maduro para compadecer el 3 de abril a una audiencia de antejuicio de mérito por las acusaciones de corrupción relacionado al caso Odebrecht. Ante su incomparecencia el Tribunal Supremo procedió al nombramiento del abogado procesalista Andrés Felipe Lindo como defensor de oficio, para garantizar el derecho a la defensa. El 9 de abril el tribunal admitió el antejuicio de mérito contra Maduro solicitada por la fiscal general, ordenando la prisión preventiva contra y mandatario y la solicitud a Interpol la alerta roja en su contra.
El 17 de abril la Asamblea Nacional aprobó con 105 votos a favor, de la bancada opositora, y dos en contra, Juan Marín (PSUV) e Ilenia Medina (PPT) de la oficialista, la continuidad del juicio contra el presidente Nicolás Maduro por los hechos de corrupción en respuesta a la solicitud consignada por los magistrados del Tribunal Supremo. El acuerdo que fue votado por los diputados establecía declarar que existen suficientes méritos para continuar el proceso judicial y continuar con las investigaciones que se adelantan en la Asamblea Nacional de acuerdo con el artículo 187 de la constitución por los hechos de corrupción que se pudieran desprender de Maduro. La votación se realizó nominalmente y la directiva de la asamblea decidió aprobar el juicio con la mayoría simple; es decir, 84 votos, basándose en el artículo 89 del Reglamento de Interior y Debates del Parlamento. El jefe de la bancada de la Mesa de la Unidad Democrática (MUD), Juan Guaidó, leyó el punto de cuenta en el que el presidente Nicolás Maduro aprobó 30 mil millones de dólares para la ejecución de obras a cargo de Odebrecht paralizadas o inconclusas. Por órdenes del coronel de la Guardia Nacional Bolivariana (GNB) Bladimir Lugo, los medios de comunicación no pudieron ingresar al Palacio Legislativo; el coronel hizo esperar a los periodistas por más de una hora en la esquina de San Francisco para decidir finalmente que no tendrían acceso.
El 3 de mayo de 2018 el Tribunal Supremo declaró la suspensión de Maduro como presidente y ordenó su inhabilitación para cualquier otro cargo público. El secretario general de la OEA Luis Almagro reconoció la inhabilitación y suspensión de Maduro como presidente. El partido político Vente Venezuela publicó un comunicado en el que respaldó la decisión del tribunal, sosteniendo que  "ratifica que Maduro no puede ser candidato a ninguna elección" y que con esta decisión le corresponde a la Asamblea Nacional iniciar un nuevo proceso “para ocupar ese vacío y avanzar en la restitución del orden democrático en el país”. La suspensión del cargo y orden de privativa de libertad también fue respaldada por la Federación Nacional de Estudiantes de Derecho de Venezuela (Fenede), la cual rechazó “la persecución y atropellos realizados por parte de la dictadura represora en contra de los magistrados del Tribunal Supremo de Justicia (TSJ) en el exilio, y en consecuencia a sus familiares en Venezuela” en un comunicado y sus integrantes exigieron a los organismos internacionales competentes tomar acciones pertinentes ante tales acciones.
El 15 de agosto, el Tribunal Supremo sentenció a Nicolás Maduro a 18 años y 3 meses de prisión en la Cárcel de Ramo Verde por los delitos de corrupción que se le imputaron, además de ordenar que pague 35 mil millones de dólares por el daño al patrimonio público del país. La sentencia no ha sido ejecutada aún, pues el gobierno de Maduro tan solo reconoce al Tribunal Supremo de Justicia de Venezuela.

## Obras inconclusas de Odebrecht

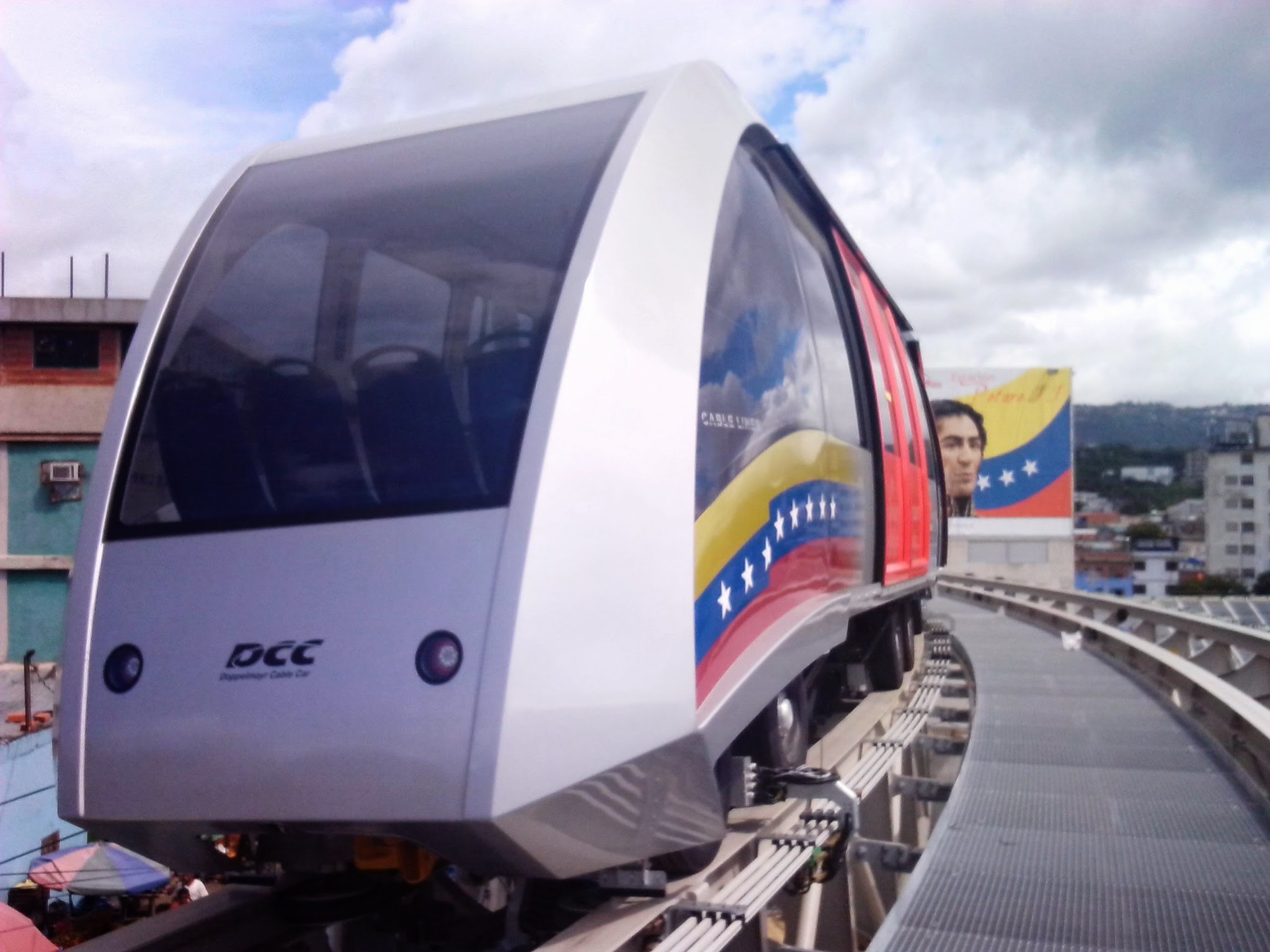
CableTren Bolivariano, una de las obras inconclusas de Odebrecht en Venezuela.

Actualmente las obras en ejecución que están inconclusas de acuerdo al tiempo del proyecto en las que la empresa Odebrecht fue contratada por el gobierno de Venezuela son las siguientes:
- Cabletren Bolivariano
- Central Hidroeléctrica Tocoma
- Línea 2 del Metro de Los Teques
- Línea 5 del Metro de Caracas
- MetroCable La Dolorita
- MetroCable Mariche
- Metro de Guarenas-Guatire
- Proyecto Agrario Integral Socialista José Inácio de Abreu e Lima
- Puente Cacique Nigale
- Sistema Vial III Puente sobre el río Orinoco (también conocido como el Puente Mercosur).[28]

Adicionalmente, Odebrecht fue contratada para un proyecto de modernización del Aeropuerto Internacional de Maiquetía, incluyendo:
- La recuperación de la pista principal 10-28
- La ampliación del terminal nacional.
- La construcción de la plataforma remota internacional.
- La rehabilitación de las calles de rodaje.
- La modernización de la plataforma de carga
- La actualización de sistemas tecnológicos, de control aéreo, seguridad interna, y control de datos.[29]

Odebrecht construyó algunas estaciones del metro de Caracas, pero la mayoría de las estaciones planificadas tienen más de diez años en construcción y todavía no se completan. La obra de la línea cinco del metro, que recorrería el este de Caracas, debía ser entregada en el año 2010, pero hasta 2016 la construcción solo lleva un avance de 30%. En noviembre de 2015 una de las estaciones de la línea fue inaugurada.
Otra obra de la empresa brasileña es el Cabletren Bolivariano. El 14 de agosto de 2013 comenzaron operaciones tres de las cinco estaciones correspondiente a la primera fase, pero una de ellas todavía sigue en construcción, el gobierno de Hugo Chávez contrató las obras en 2007 y prometió tener listas las obras en 2015, pero todavía no se han completado.
Odebrecht también fue contratada para la expansión de la Línea II del metro de Los Teques, en el estado Miranda, que contaría con siete estaciones. Apenas tres de ellas están operativas para 2016. La fiscal general de la República, Luisa Ortega Díaz, viajó a Brasil para hacerle seguimiento al caso de corrupción de Odebrecht, donde se reunió con el procurador general, Rodrigo Janot. El presidente Nicolás Maduro enfatizó que su gobierno terminará las construcciones detenidas usando empresas venezolanas.
Las autoridades venezolanas generaron polémica internacional al detener y expulsar del país a los periodistas brasileños, Leandro Stoliar y Gilzon Sousa, que viajaron a la ciudad de Maracaibo, capital del estado Zulia, para constatar, el abandono de las obras del Puente Cacique Nigale, también llamado el segundo puente sobre el Lago, entre otras cosas.